# Georges Vajda
Georges Vajda (Budapest, 1908-París, 1981) fue un hebraísta y arabista francés de origen húngaro.

## Biografía
Nacido el 18 de diciembre de 1908 en Budapest, se instaló en Francia con una edad de veinte años. Falleció en París el 7 de octubre de 1981. Hebraísta y arabista, entre sus obras se encontró una Introduction à la pensée juive du moyen âge (1947).